# Devil's Night
Devil's Night je debutové album rapové skupiny z Detroitu D12 vydané 19. června 2001. Název alba vychází z tradice ďáblovy noci, slavené v okolí Detroitu, během které jsou každoročně žháři zapalovány opuštěné domy. Devil's Night (Ďáblova noc) se také říká noci před Halloweenem. Z alba vzešly dva singly: "Purple Pills" a "Fight Music", poté ještě Shit On You, což je singl z bonusového disku. Album obsahuje i skrytou skladbu Eminema s názvem "Girls", což je písnička proti numetalové skupině Limp Bizkit, z níž jsou Eminemovi hlavní nepřátelé DJ Lethal a Fred Durst, potom proti Everlastovi, americkému hip hoperovi a rockerovi. Alba se v prvním týdnu vydalo a prodalo 372 000 kopií.

## Tracklist
| Číslo | Název                             | Přizvaný interpret          | Producent(i)        | Délka |
| ----- | --------------------------------- | --------------------------- | ------------------- | ----- |
| 1     | Another Public Service Announcent | Jeff Bass                   | Eminem              | 0:49  |
| 2     | Shit Can Happen                   |                             | Mr. Porter          | 4:52  |
| 3     | Pistol Pistol                     |                             | Eminem              | 5:23  |
| 4     | Bizarre (Skit)                    |                             | Eminem              | 1:12  |
| 5     | Nasty Mind                        | Truth Hurts                 | Dr. Dre             | 4:43  |
| 6     | Ain't Nuttin' But Music           |                             | Dr. Dre             | 5:11  |
| 7     | American Psycho                   |                             | Eminem              | 4:36  |
| 8     | That's How (Skit)                 |                             | Eminem              | 0:37  |
| 9     | That's How                        |                             | Mr. Porter & Eminem | 4:49  |
| 10    | Purple Pills                      |                             | Eminem              | 5:05  |
| 11    | Fight Music                       |                             | Dr. Dre             | 4:22  |
| 12    | Instigator                        |                             | Eminem              | 4:58  |
| 13    | Pimp Like Me                      | Dina Rae                    | Eminem              | 5:57  |
| 14    | Blow My Buzz                      |                             | Eminem              | 5:10  |
| 15    | Obie Trice (Skit)                 | Rondelle Beene & Obie Trice | Mr. Porer           | 1:07  |
| 16    | Devil's Night                     |                             | Eminem              | 4:19  |
| 17    | Steve Berman (Skit)               | Steve Berman                | Eminem              | 0:50  |
| 18    | Revelation                        |                             | Dr. Dre             | 5:48  |
| 19    | Girls (Hidden Track)              |                             | Eminem              | 5:35  |

Bonus CD
| Číslo | Název             | Přizvaný interpret | Producent(i)               | Délka |
| ----- | ----------------- | ------------------ | -------------------------- | ----- |
| 1     | These Drugs       |                    | DJ Head & Eminem           | 4:42  |
| 2     | Words Are Weapons |                    | Eminem                     | 4:09  |
| 3     | Shit On You       |                    | Eminem, Jeff Bass, DJ Head | 5:14  |

## Singly
- Purple Pills
- Fight Music
- Shit On You